# 豊里水辺の公園
豊里水辺の公園（とよさとみずべのこうえん）は宮城県登米市にある都市公園である。

## 概要
国土交通省が平成16年度に船着場などを整備したのに続いて、登米市がパークゴルフ場、ゲートボール場、親水水路、散策路などを整備。子どもたちが水遊びを楽しみながらの自然体験・学習の場として、豊里大橋付近の旧北上川河川敷に平成19年10月1日に開園した。河川敷を生かして菜の花などの植栽もあり、その季節には河岸が花で一杯になる。

## 周辺の見所
- 鴇波洗堰（カラバット）
- 平筒沼
- 香林寺山門
- 北上川河川歴史公園
- 赤生津館跡
- 産直がんばる館
- 豊里・津山渡船場跡
- 笑沢自然公園

## 関連
旧・豊里町

## アクセス
- JR気仙沼線陸前豊里駅から車で5分
- 三陸沿岸道路桃生豊里ICから車で15分
- 駐車場　普通車20台、2か所、計40台 無料